# Гуменів
Гуме́нів — село в Україні, у Верхнянській сільській територіальній громаді Калуського району Івано-Франківської області.

## Географічні дані
Через село протікає річка Болохівка. На околицях села — 2 ліси: на північ від села — ліс Лази, на південь — ліс Камера.

## Населення

### Мова
Розподіл населення за рідною мовою за даними перепису 2001 року:
| Мова       | Кількість | Відсоток |
| ---------- | --------- | -------- |
| українська | 579       | 99.83%   |
| російська  | 1         | 0.17%    |
| Усього     | 580       | 100%     |

## Історія
У 1880 р. село належало до Калуського повіту, у селі проживали 324 греко-католики і 10 римо-католиків, у власності селян знаходилось 546 моргів землі, у власника фільварку Францішка Лістовського було 525 моргів.
У 1939 році в селі проживало 740 мешканців, з них 540 українців, 180 поляків (поселилися при парцеляції фільварку перед Першою світовою війною, в 1900 р. було лиш 15 поляків) і 20 польських колоністів міжвоєнного періоду).

## Соціальна сфера
- Церква Св. Миколи 1908, пам'ятка архітектури місцевого значення №760[3].[4] Австрійська армія конфіскувала в серпні 1916 р. у гуменівській церкві 4 давні дзвони діаметром 45, 44, 36, 28 см, вагою 42, 41, 15, 11 кг, виготовлені в 1848, 1847, 1847, 1898 рр. Після війни польська влада отримала від Австрії компенсацію за дзвони, але громаді села грошей не перерахувала.[5]
- Будинок культури.
- Фельдшерсько-акушерський пункт.
- 113 дворів, 632 мешканці.

В селі є власна футбольна команда, яка неодноразово займала перші місця в районних футбольних турнірах.

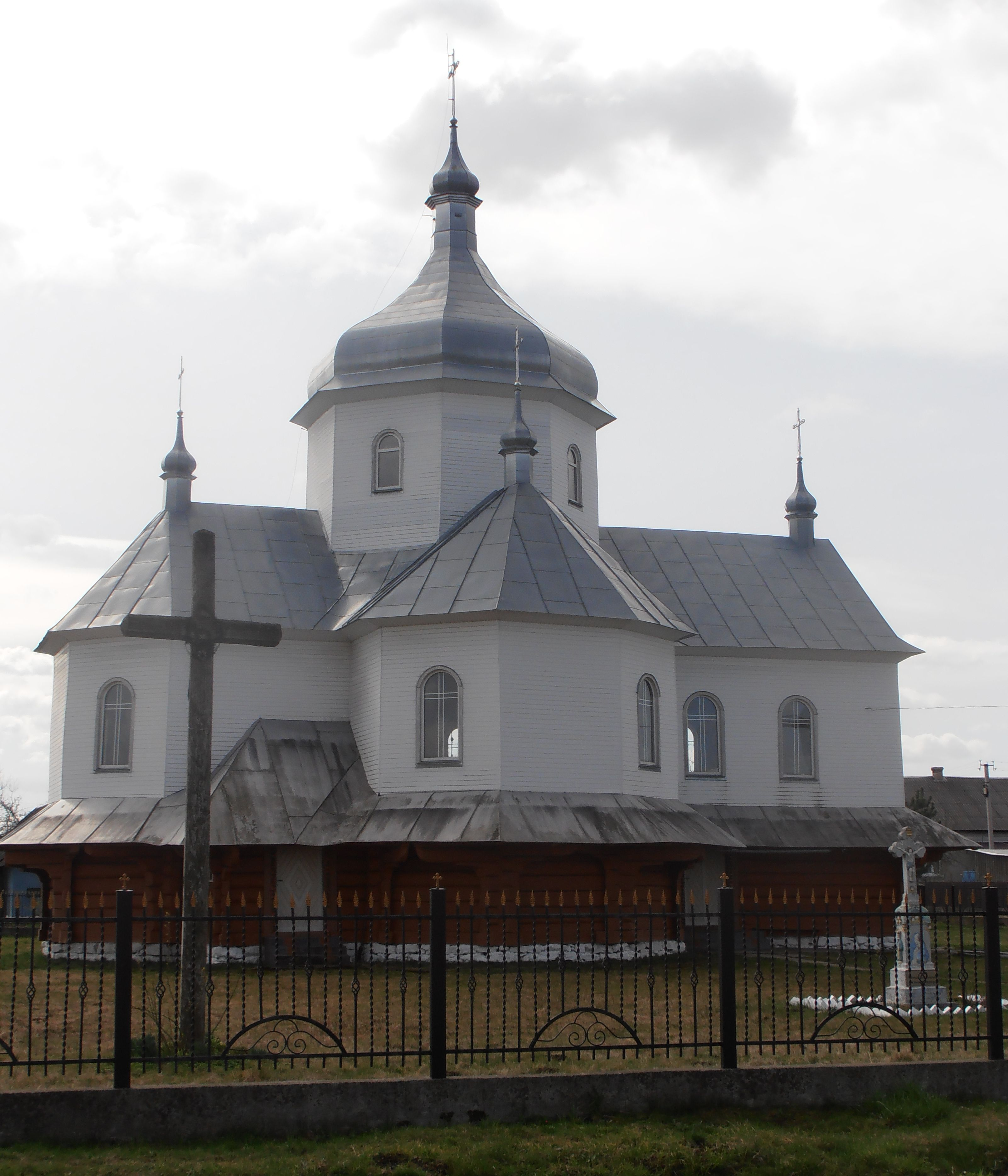
Церква Св. Миколая
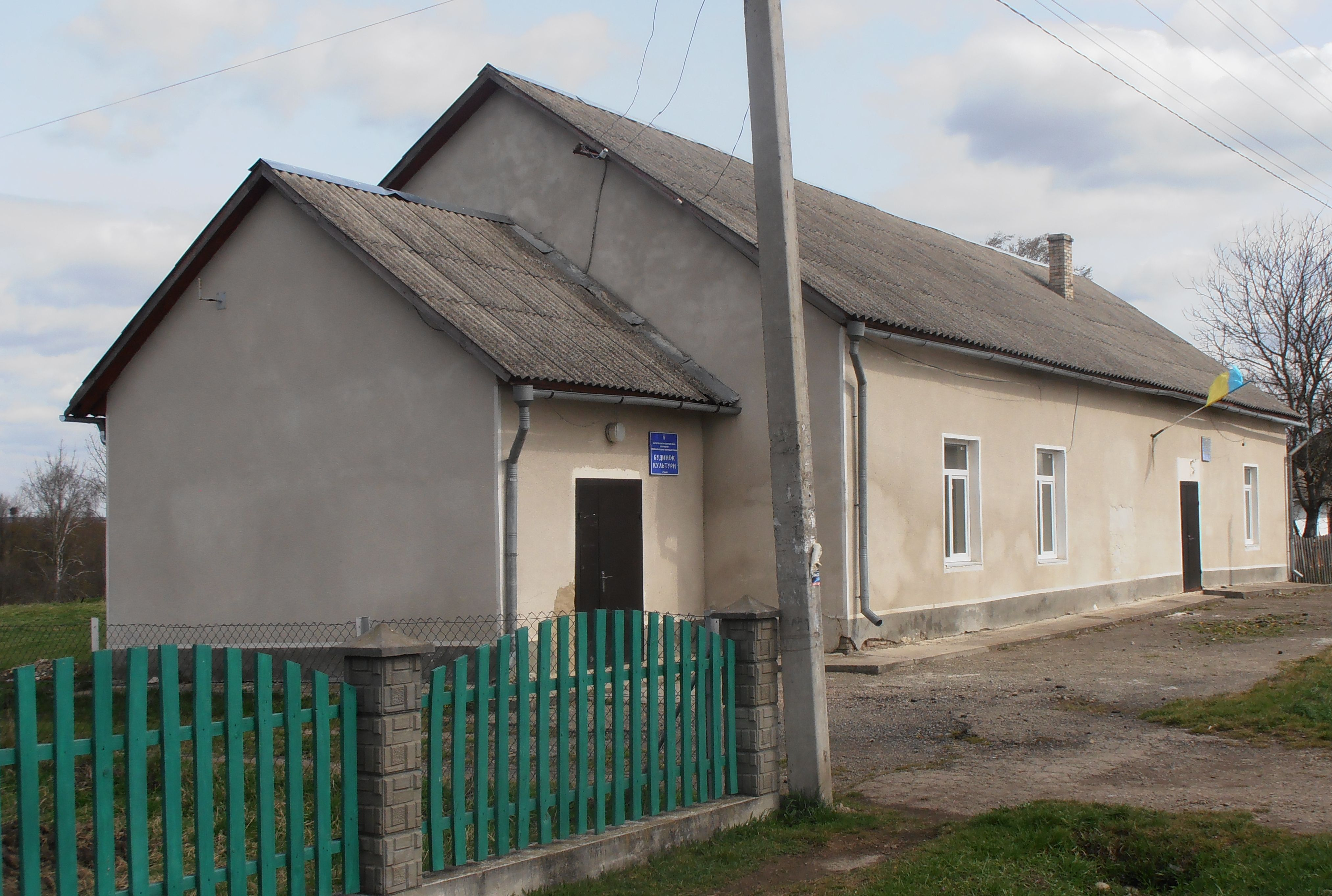
Будинок культури
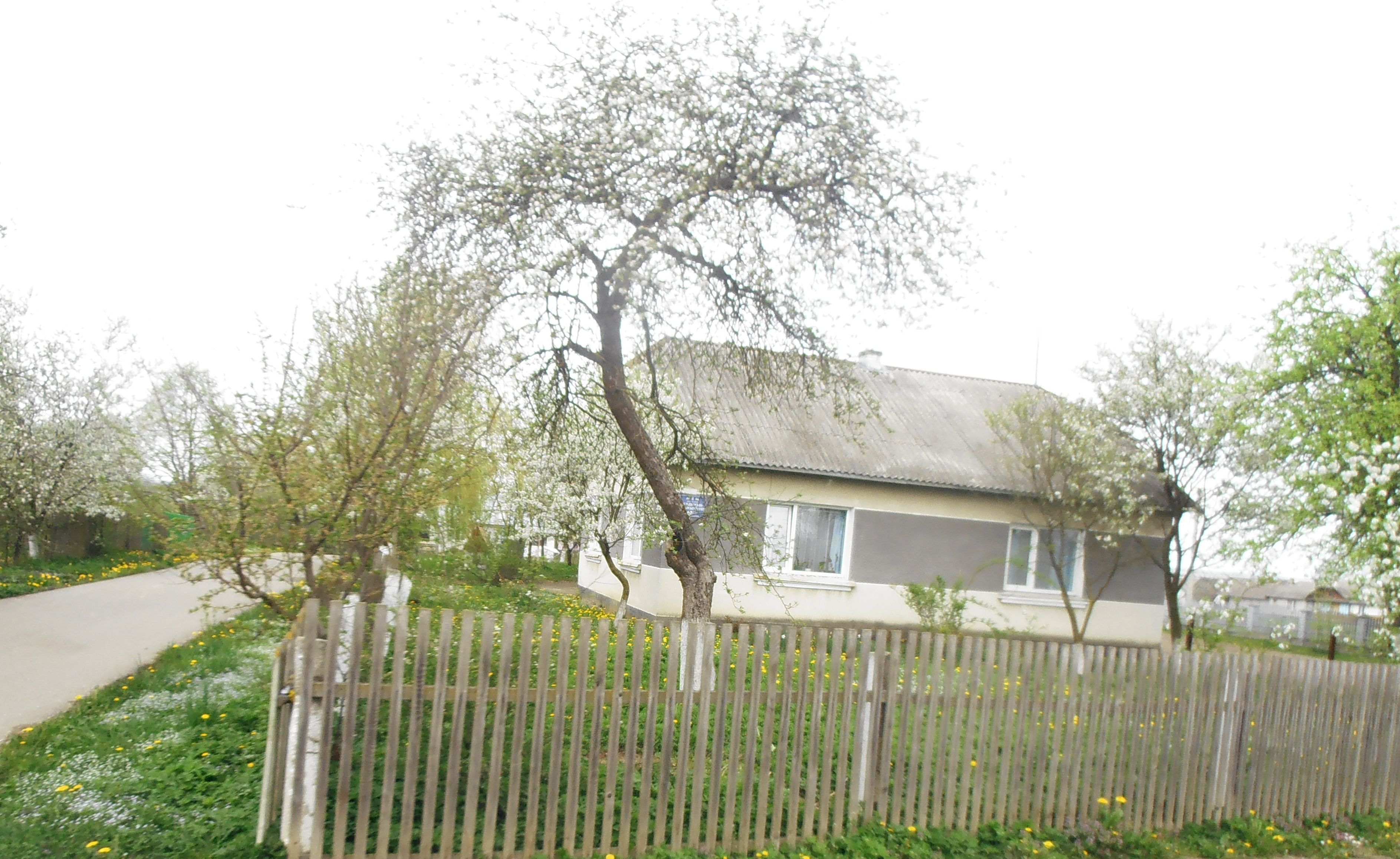
Фельдшерсько-акушерський пункт

## Вулиці
В селі є дві вулиці:
- Зелена
- Чорновола

## Відомі люди
- 27 жовтня 1949 р. в Гуменові загинув керівник боївки Войнилівського районного проводу ОУН «Олег» — Багринівський Іван Миколайович, 1925 р. н., уродженець с. Тужилів.[7]